# Jiang Wei
Jiang Wei (Boyue) (202-264), was een generaal en later regent van Shu-Han gedurende de heerschappij van keizer Liu Shan.

## Generaal van Wei
Jiang Wei begon als generaal in Wei in Tianshui, waar hij diende onder Ma Zun. Toen Tianshui werd aangevallen door Zhuge Liang van Shu, liet die geruchten verspreiden dat Jiang Wei zou willen overlopen naar Shu. Ma Zun geloofde dit en sloot de poorten voor Jiang Wei, die terug wilde keren binnen de stad. Omdat hij nergens heen kon, besloot hij werkelijk over te lopen naar Shu. Vlak daarna werd Tianshui veroverd door Zhuge Liang.

## Generaal van Shu
Zhuge Liang bemerkte het talent dat Jiang Wei had, en maakte hem zijn leerling. Jiang Wei leerde van alles over militaire strategie, en later werd hij naar Jieting gestuurd waar een gevecht met Wei aan de gang was. De slag werd verloren maar Jiang Wei had zich wel bewezen. Ook in de verdere campagnes van zijn meester bewees hij zijn talent en behaalde vele tegen Wei successen.
Hij was diep in schok toen Zhuge Liang in 234 stierf, maar bleef daarna doorvechten voor zijn vrijheid bij de Shu-Han. Hij voerde tien invasies uit tegen Wei, maar ondervond daarbij tegenstand van Sima Yi, Cao Zhen en Deng Ai. In 263 lanceerde Wei een groot offensief tegen Shu, met Deng Ai en Zhong Hui als hoofdgeneraals. Jiang Wei kon beiden niet tegenhouden, en langzamerhand werd Shu veroverd. Bij Jiange kwam hij tegenover Zhong Hui te staan, die hij staande wist te houden, maar Deng Ai slaagde er met een gevaarlijke tocht door de bergen in de hoofdstad Chengdu te veroveren, waarna de keizer zich overgaf.
Jiang Wei gaf zich na dit bericht over aan Zhong Hui, maar wist hem later te verleiden om een nieuwe opstand te ontketenen en Shu haar onafhankelijkheid terug te geven. Maar hun complot werd meteen ontdekt en ze werden omsingeld en aangevallen door de Wei-soldaten. Na een gevecht wat de niet konden winnen sneuvelden beiden. Jiang Wei zou zelfmoord hebben gepleegd.